# Parc national de Bungawalbin
Le parc national de Bungawalbin est un parc national en Nouvelle-Galles du Sud, Australie, à 563 km au nord de Sydney.
D'abord réserve naturelle en 1977, il devient un parc national en 1999.